# BackTrack (Linux)
BackTrack was een populaire open source Linuxdistributie die speciaal ontwikkeld is voor beveiligingstesten. De naam BackTrack is afkomstig van het brute force algoritme Backtracking. BackTrack heeft als doel kwetsbaarheden uit netwerken en authenticatie protocollen te halen om de veiligheid te vergroten. BackTrack werkt op volgende platformen: i386 (x86), AMD64 (x86-64) en ARM. In maart 2013 werd de opvolger Kali Linux uitgebracht.

## Geschiedenis
BackTrack is ontstaan uit een fusie van twee verschillende distributies die waren ontwikkeld voor beveiligingstesten. Deze twee distributies zijn:
- WHAX: is een Linuxdistributie die wordt gebruikt voor het testen van de beveiliging en is ontwikkeld door Mati Aharoni.
- Auditor Security Collection: is ontwikkeld door Max Moser en bevat meer dan 300 beveiligings-tools.

Op 26 mei 2006 verscheen de eerste stabiele versie van BackTrack. De eerste bètaversie was al beschikbaar op 5 februari 2006.

## Tools
BackTrackgebruikers hebben toegang tot honderden beveiliging-gerelateerde tools zoals sniffers, scanners, tools voor analyse van netwerken, enz. Deze tools zijn onderverdeeld in 12 categorieën:
- Information gathering
- Vulnerability assessment
- Exploitation tools
- Privilege escalation
- Maintaining access
- Reverse engineering
- RFID tools
- Stress testing
- Forensics
- Reporting tools
- Services
- Miscellaneous

Er worden een aantal bekende tools meegeleverd zoals:
- Wireshark
- Ettercap
- Metasploit
- RFMONAircrack-ng
- Gerix Wifi Cracker
- Kismet
- Cisco OCS Mass Scanner
- Nmap
- Ophcrack
- BeEF
- Hydra
- OWASP Mantra Security Framework

Het is ook mogelijk om tools die niet standaard meegeleverd worden later te installeren, zoals office en speciale tools voor ontwikkelaars.

## Gebruik
BackTrack kan geïnstalleerd worden op een harde schijf, maar er is ook ondersteuning voor live-cd en live USB. Hierbij moet de gebruiker BackTrack niet installeren op zijn computer, maar kan hij opstarten vanuit een verwisselbaar medium.

## Versies
Er zijn verschillende versies van BackTrack beschikbaar. De huidige versie is BackTrack 5 R3. Wanneer er een nieuwe versie wordt ontwikkeld, stopt het BackTrack team met het ondersteunen van de vorige versie.
| Datum      | Versie                           |
| ---------- | -------------------------------- |
| 05/02/2006 | BackTrack 1.0 bèta               |
| 26/05/2006 | BackTrack 1.0                    |
| 13/10/2006 | BackTrack 2 bèta 1               |
| 19/11/2006 | BackTrack 2 bèta 2               |
| 06/03/2007 | BackTrack 2                      |
| 17/12/2007 | BackTrack 3 bèta                 |
| 19/06/2008 | BackTrack 3                      |
| 11/02/2009 | BackTrack 4 bèta                 |
| 19/06/2009 | BackTrack 4                      |
| 09/01/2010 | BackTrack 4                      |
| 08/05/2010 | BackTrack 4 R1                   |
| 22/11/2010 | BackTrack 4 R2                   |
| 10/05/2011 | BackTrack 5 (Kernel 2.6.38)      |
| 18/08/2011 | BackTrack 5 R1 (Kernel 2.6.39.4) |
| 01/03/2012 | BackTrack 5 R2 (Kernel 3.2.6)    |
| 13/08/2012 | BackTrack 5 R3 (Kernel 3.2.6)    |
| 13/03/2013 | Kali 1.0                         |
| 11/08/2015 | Kali 2.0                         |

### Backtrack 5
BackTrack 5 heeft als codenaam “Revolution”, omdat in deze versie een groot aantal veranderingen heeft plaatsgevonden. BackTrack 5 is gebaseerd op Ubuntu 10.4 LTS en biedt voor het eerst ondersteuning voor zowel voor 32 bit als 64 bit systemen (voorheen bood het slechts ondersteuning voor de 32 bit systemen).